# María Celia Toro Hernández
María Celia Toro Hernández es una internacionalista mexicana. Es vicepresidenta del Consejo Mexicano de Asuntos Internacionales, destacada por investigación sobre política exterior de México, relaciones internacionales y el narcotráfico en la relación México-Estados Unidos.

## Trayectoria
Obtuvo su licenciatura en Relaciones Internacionales en El Colegio de México y una maestría en Ciencias Políticas por la Universidad de Standford. Es profesora en el Centro de Estudios Internacionales del El Colegio de México.
De 1989 a 1993 fue Directora de la Revista Foro Internacional.
De 1997 a 2002 fue Directora del Centro de Estudios Internacionales de El Colegio de México.
De 2007 a 2011 fue directora general del Instituto Matías Romero de la Secretaría de Relaciones Exteriores
Es miembro activo del Consejo Directivo de La Comisión México-Estados Unidos para el Intercambio Educativo y Cultural (COMEXUS)

## Investigación
Dentro de su campo de estudio se ha enfocado en Relaciones Exteriores de México, Control de drogas y Narcóticos, Crimen Organizado, Política de Estados Unidos, Seguridad Nacional e Iniciativa Mérida.
En 1995 publicó el libro Mexico's" war" on Drugs: Causes and Consequences y 2020 Los acuerdos comerciales regionales y el TLCAN .
Como parte de su investigación sobre el impacto del narcotráfico en la relación México-Estados Unidos desarrolló los temas The Internationalization of Police: The DEA in Mexico y La política mexicana contra el narcotráfico: un instrumento de política exterior